# Диференциалнотокова защита
Диференциалнотоковата защита (ДТЗ), защѝтен прекъсвач или прекъсвач за остатъчен ток (на английски: residual current device, RCD) е електрически апарат, който се поставя в електрическите табла на апартаментите и сградите. Основното ѝ предназначение е да намали риска от поражение от електрически ток (протичане на ток през тялото на човек). На разговорен език ДТЗ често се нарича и дефектнотокова защита. Целта ѝ е да изключи веригата за време, по-малко от необходимото за нанасяне на сериозни поражения върху човека.

## Физиологично действие на тока
Няколко милиампера ток през човешкото тяло са достатъчни, за да създадат сериозна опасност. Човек може да бъде поразен от електрически ток при директен допир до тоководещи части, които нормално се намират под напрежение, или при индиректен допир, ако допре попаднала под напрежение част от метален корпус на електроуред в резултат на повреда на изолацията.
Стойностите на токовете показани долу съответстват на всяко напрежение, което е достатъчно голямо да преодолее съпротивлението на повърхностния слой на кожата и други телесни структури.
| Сила на тока | Физиологично действие на тока   |
| 0,5 mA       | усещания                        |
| 10 mA        | свиване на мускулите            |
| 30 mA        | спиране на дихателната дейност  |
| 75 mA        | разстройване на сърдечния ритъм |
| 100 mA       | спиране на сърдечната дейност   |

Ако човек неволно се докосне до части от електрическата инсталация, които нормално се намират под напрежение (директен допир), през неговото тяло протича ток. Този ток е от порядъка на десетки милиампери, което означава, че автоматичният прекъсвач или предпазителят няма да изключат (те сработват при токове от порядъка на десетки ампери) и следователно не могат да защитят човека в такъв случай. Единственото средство, което би могло да се ползва за защита (намаляване на риска, а не сигурна защита) в случая е диференциалнотоковата защита.
Праговата стойност, приета за защитата на човека от вредното действие на електрическия ток, е 30 mA. Следователно диференциалнотокова защита с чувствителност 30 mA е сигурно средство за защита на хората от поражение от електрически ток.
При нарушена изолация на проводниците протича т. нар. ток на земно съединение (от фазовия проводник към земята в мястото на повредата на изолацията). Тези токове, даже и да са малки, освен че предизвикват опасност за човека, също така разрушават с времето изолацията на проводниците, предизвиквайки нагряване. С времето това може да доведе до късо съединение и пожар поради преждевременното остаряване на изолацията.

## Устройство и принцип на действие
Използва се токов трансформатор, чиито първични намотки са фазата (напреженовият проводник, L) и нулата (нулевият проводник, N) на веригата, която трябва да се защитава. Посоката на навиване на тези намотки е такава, че магнитните потоци, създавани от токовете във фазовия (фазовите) проводник (проводници) и в неутралата взаимно си противодействат и не се индуцира напрежение в оперативната намотка.
Появата на ток на утечка (това е токът, който протича между фазовия проводник и „земя“ при отсъствие на дефект в изолацията) нарушава това равновесие и в оперативната намотка се индуцира ток, пропорционален на утечния. Ако утечният ток надвиши 30 mA, индуцираният магнитен поток задейства релето на ДТЗ.

ДТЗ не реагира при допир на фазовия проводник с нулевия. Токовете в двата проводника остават еднакви, макар и много големи – това е късо съединение. Затова задължително на токовия кръг, на който е свързана ДТЗ, трябва да има предпазител.
За автоматичното изключване се използва електромеханично реле, което сравнява големината на индуцирания ток с предварително зададена граница: прагът на задействане, наричан още чувствителност на диференциално-токовата защита.
Постоянен магнит, електромагнит и въртящата се котва са свързани към изключващия механизъм. Електромагнитът, захранван от индуцирания ток в токовия трансформатор и напрегната пружина действат заедно.
Когато силата на привличане на постоянния магнит е по-голяма от тази на пружината и електромагнита, контактите са в затворено положение. Щом индуцираният ток от токовия трансформатор в електромагнита стане достатъчно голям, за да превъзмогне силата на привличане на постоянния магнит, пружината завърта котвата, която от своя страна задейства механизма за отваряне на силовите контакти и диференциално-токовата защита изключва веригата с повреда.
Всички ДТЗ имат тестов бутон, с който периодично може да се проверява изправността на устройството.
Действието на тази система е напълно независимо от захранващото напрежение. Според сега действащите наредби не се допуска използването в жилищни сгради на диференциално-токови защити, чиято работа се влияе от захранващото напрежение (т. нар. електронни ДТЗ).

## Приложение
Тя може да се използва ефективно само при инсталации, които са с отделени нулев (N) и заземителен (PE) проводник (схеми TN-S или TT). По-старите инсталации (схема TN-С), при които функциите на защитния и на неутралния проводник са обединени и се осъществяват от един (PEN) проводник, са изпълнени с две жила (или четири за трифазни консуматори) и при тях ДТЗ е неправилно. За да е ефективно използването на ДТЗ, до всеки защитаван от нея консуматор трябва да отиват:
- три жила при еднофазен (монофазен) ток – земя (PE), нула (N) и един фазов проводник (L), и
- пет жила при трифазен ток – земя (PE), нула (N) и три фазови проводника (R, S, T или L1, L2, L3).

Възможна е преработка на двупроводна (TN-С) инсталация в трипроводна (TN-S), като се прекара допълнителен заземителен (защѝтен, PE) проводник, свързан в началото си (в апартаментното табло, преди ДТЗ) с неутралата. След таблото обаче всички заземявания в защитаваната с ДТЗ инсталация трябва да се отделят от нулата и да се свържат към допълнителния проводник (вж схемата вдясно).

## Схеми на свързване
Според Наредба №3 диференциално-токова защита с чувствителност 30 mA задължително трябва да се използва и в следните случаи:
- За защита на токови кръгове, захранващи контактни излази, в които могат да се включват преносими електрически уреди. На практика това са всички контактни излази с общо предназначение в жилищни сгради, хотелски стаи, офис сгради, сервизни помещения и др.
- За защита на токови кръгове, захранващи контакти в помещения с повишена опасност и особено опасни помещения – бани, мокри помещения, помещения с влага и подобни.

За правилното функциониране на диференциалнотоковата защита е необходимо нулевият проводник (неутрала, N) и защитният проводник (PE) да бъдат отделни проводници, т.е. да има система TN-S или TT (три- или петпроводно изпълнение). След диференциалнотокова защита нулевият и защитният проводник не трябва да се свързват електрически никъде помежду си.
Често допускана грешка е, че не се отчита една важна особеност на свързването в таблото: и в двете линии на устройството – фазова и нулева – т.е. страните им откъм захранване и откъм консуматор трябва да са еднакви. В противен случай ДТЗ се задейства при всяко включване и на изправен консуматор във веригата.
Понякога с цел икономия се свързва една-единствена диференциалнотокова защита на повече от един токов кръг (вместо отделна диференциалнотокова защита за всеки токов кръг). В такъв случай номиналният ток на защитата трябва да е не по-малък от сумата на номиналните токове на предпазителите за отделните токови кръгове, а токът на утечка, при който се задейства ДТЗ, трябва да е не повече от 30 mA, за да защитава от токов удар. Когато консуматорите имат твърде голям ток на утечка при липса на повреда, не е възможно една диференциалнотокова защита да се свързва към повече от един токов кръг, тъй като ще изключва без да има реална повреда, а не се допуска ползване на ДТЗ, която изключва при ток на утечка по-голям от 30 mA, за защита от токов удар. Диференциалнотоковите защити, които изключват при по-голям ток на утечка (напр. 300 mA) обикновено се свързват към главния предпазител и защитават от пожар токовите кръгове, към които няма свързани диференциалнотокови защити. Много често масовите потребители свързват ДТЗ само на токовия кръг на бойлера).

## Видове ДТЗ
Диференциалнотоковите защити биват няколко типа:
- Tип АС – за приложение във вериги без наличие на хармоници или пулсиращи съставки на постоянен ток.
- Тип А – за приложение във вериги, „замърсени“ с хармоници или пулсиращи съставки на постоянен ток, с преобладаващи консуматори като компютри, изправители, луминисцентно осветление и т.н.
- Тип F – подобен на Клас А, но с обхват на действие до 1000 Hz и постоянен ток до 10mA, изключва със закъснение (минимум 10 ms).
- Тип B обхват на действие до 2000 Hz.
- Тип B+ обхват на действие до 20000 Hz.

## Основни параметри
Основните параметри на ДТЗ са номиналният ток и максималният ток на утечка. Лесно се различават като надписи на корпуса, защото единият е в ампери (A), а другият – в милиампери (mA). За жилищни и офисни сгради обикновено номиналният ток е 16 A, 25 A или 40 А в зависимост от изпълнението на таблото и консуматорите, които захранва. Токът на утечка винаги е максимум 30 mA. Предлагат се и ДТЗ за 500 mA и 300 mA, но те НЕ са за защита на хората от токов удар, а се използват за намаляване риска от пожар и обикновено се свързват към главния предпазител.